# Kótai József
Kótai József (Sopron, 1940. február 13. –) Ferenczy Noémi-díjas ötvös és éremművész, érdemes művész. A Magyar Művészeti Akadémia Iparművészeti tagozatának tagja (2002).

## Tanulmányai
Felsőfokú tanulmányokat 1958 és1963 közt folytatott a budapesti Iparművészeti Főiskolán. Mesterei Illés Gyula, Kopcsányi Ottó és Litkei József voltak. Az 1960-as években az iparművészeti boltok számára készített fali díszeket, dobozokat, gyertyatartókat. Kitűnő restaurálási munkákat végzett (Eszterházy-székek, Magyar Iparművészeti Múzeum; keszthelyi Helikon Múzeum; Gödöllői Múzeum; szentendrei Ortodox Múzeum, márianosztrai emlékkereszt, stb.) Az 1970-es évek óta foglalkozik éremkészítéssel is.
Az Iparművészeti Vállalatnak dolgozott, 1975-től viaszveszejtéses öntészeti eljárással régi kézműves mesterekről, szentekről kisméretű ezüstfigurákat és érmeket mintázott. Az egyedi viaszmintázás mellett a „centrifugál öntés” ősi változatát elevenítette fel, amikor „parittyában” öntötte ki alkotásait. (Lásd: Pénztervezés 3.2 Öntött érem). Sikerrel szerepelt a soproni Országos Éremművészeti Biennálékon (1977-1999) és gyakran dolgozott a kecskeméti zománcművészeti alkotótelepen.  Elmélyültség, pontosság, olykor groteszkség, gyakran humor jellemzi alkotásait.
Az Moholy-Nagy Művészeti Egyetemen az ötvös-szakon szaktörténetet tanít. Számos publikációja jelent meg szak- és közéleti lapokban.

## Kiállításai (válogatás)

### Egyéni
- 1981 – Galerie Casper, Morges (Svájc)
- 1985 – Várszínház, Budapest
- 1985 – Dürer Terem, Budapest (Rékassy Csabával)
- 2002 – Galamb Galéria, Budapest
- 2002 – Passage Galéria, Budapest

### Csoportos
- 1977, 1979, 1983-2003 – Országos Érembiennále, Lábasház, Sopron
- 1981, 1983 – Országos Kisplasztikai Biennále, Pécs
- 1984 – Kortárs Magyar Éremművészet, Berlin, Drezda
- 1987 – FIDEM Nemzetközi Éremművészeti Kiállítás
- 1994 – Kisszobor ’94, Vigadó Galéria, Budapest
- 1995 – Bronz háromszög, Városi Galéria, Nyíregyháza
- 1997 – Határesetek. Az érem harmadik oldala, Budapest Galéria, Budapest
- 2000 – FIDEM Nemzetközi Éremművészeti Kiállítás
- 2002 – Ötvösművészeti Biennále, Savoyai Kastély, Ráckeve
- 2002 – 25 éves a Nyíregyháza-Sóstó Nemzetközi Éremművészeti és Kisplasztikai Alkotótelep, Árkád Galéria, Budapest
- 2003 – Érem és irodalom. Az MKISZ Érem Szakosztály kiállítása. Petőfi Irodalmi Múzeum, Budapest
- 2003 – 2004 – Esetek és határesetek – Határok és átjárások az éremművészetben, Párizs, Budapest, Körmöcbánya, Szófia, Rusze, Pleven
- 2006-2007 – Ferenczy-díjasok 1992-1993, Árkád Galéria (MKISZ), Budapest
- 2009 – VII. Ötvösművészeti Biennálé,[1] Klebelsberg Kultúrkúria, Budapest

## Díjai, elismerések (válogatás)
- 1976 – I. Ötvös Quadriennálé díja, Miskolc
- 1977 – A népművészet szellemében című kiállítás díja, Kecskemét
- 1978 – II. Iparművészeti Quadriennálé díja, Erfurt
- 1983 – Országos Érembiennále, Sopron, Civitas Fidelissima díj
- 1985 – Országos Érembiennále, Sopron, Express Utazási Iroda díja
- 1987 – Országos Érembiennále, Sopron, a Rendezőbizottság díja
- 1993 – Ferenczy Noémi-díj
- 1995 – Magyar Alkotóművészek Országos Egyesülete (MAOE) Iparművészeti tagozatának alkotói nagydíja
- 1999 – Országos Érembiennále, Sopron, Civitas Fidelissima-díj
- 2001 – Országos Érembiennále, Sopron, a Rendezőbizottság díja
- 2004 – Magyar Alkotóművészek Országos Egyesülete, Iparművészeti tagozatának alkotói nagydíja
- 2016 – Érdemes művész

## Művei közgyűjteményekben (válogatás)
- Magyar Iparművészeti Múzeum, Budapest
- Janus Pannonius Múzeum, Pécs
- Katona József Múzeum, Kecskemét
- Liszt Ferenc Múzeum, Sopron
- Városi Képtár, Nyíregyháza